# Îles Gambier
Pour les articles homonymes, voir Gambier.
Les îles Gambier, ou archipel des Gambier, situées dans le nord-ouest de l'océan Pacifique Sud, sont l'un des cinq archipels de la Polynésie française.

## Géographie
Ces îles constituent les zones de peuplement les plus orientales de la Polynésie française, situées à 1 586 km à l'est-sud-est de Tahiti. En fait, c'est l'atoll Temoe, rattaché administrativement aux îles Gambier (dans la commune de Gambier), et situé à 54 km à l'est-sud-est, qui est réellement l'île la plus orientale de Polynésie française. À plus de 530 km à l'est-sud-est des îles Gambier, se trouve l'île  Pitcairn, célèbre pour avoir abrité les mutinés du Bounty à la fin du XVIIIe siècle.
L'ensemble est composé de quatorze îles hautes, dont quatre de très petite taille, ainsi que de plusieurs îlots coralliens (ou motus) ancrés sur le récif qui enserre un lagon profond dans lequel les îles hautes sont disposées. Ces îles constituent le dernier stade avant la formation d'un atoll complet : en effet, contrairement aux autres atolls des Tuamotu, le volcanisme dont elles sont issues est plus récent et l'enfoncement du massif volcanique (dont elles sont issues) par son poids sur le plancher océanique n'est pas encore complet. Toutefois la frange récifale corallienne est quasiment complète et témoigne de la taille imposante qu'a pu avoir l'ancien volcan.
La plus grande île, et la seule habitée de façon permanente à l'exception de quelques foyers isolés, est Mangareva avec Rikitea comme chef-lieu. Les trois autres grandes îles sont Aukena, Akamaru et Taravai. Ces îles font partie de la commune des Gambier, dont l'île de Mangareva est le chef-lieu. Un aérodrome existe sur le motu Totegegie. Le mangarévien et le français sont les langues d'usage.

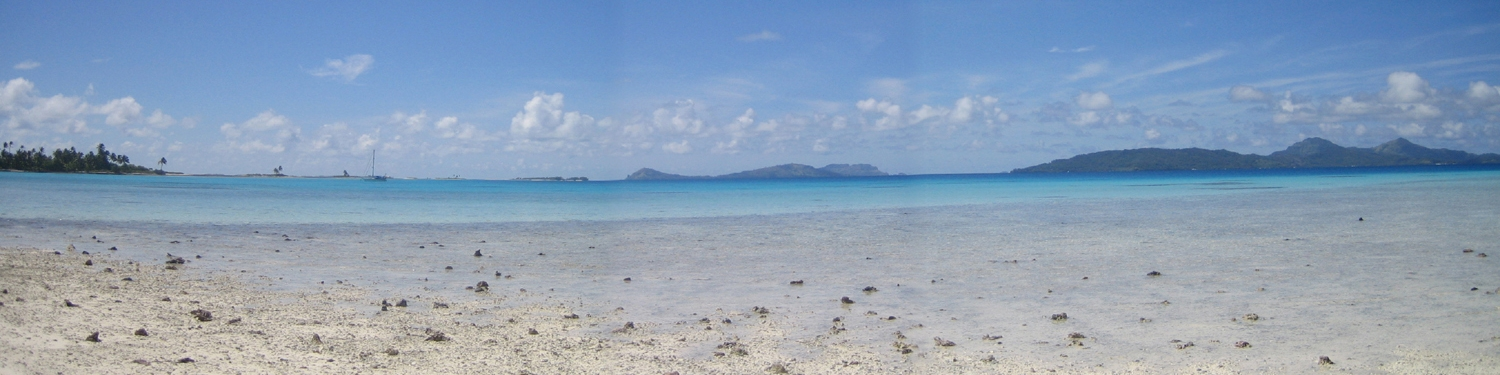
Vue sur Aukena, Akamaru et Mangareva depuis le motu de Tepapuri (au nord de l'atoll de Gambier).

### Îles

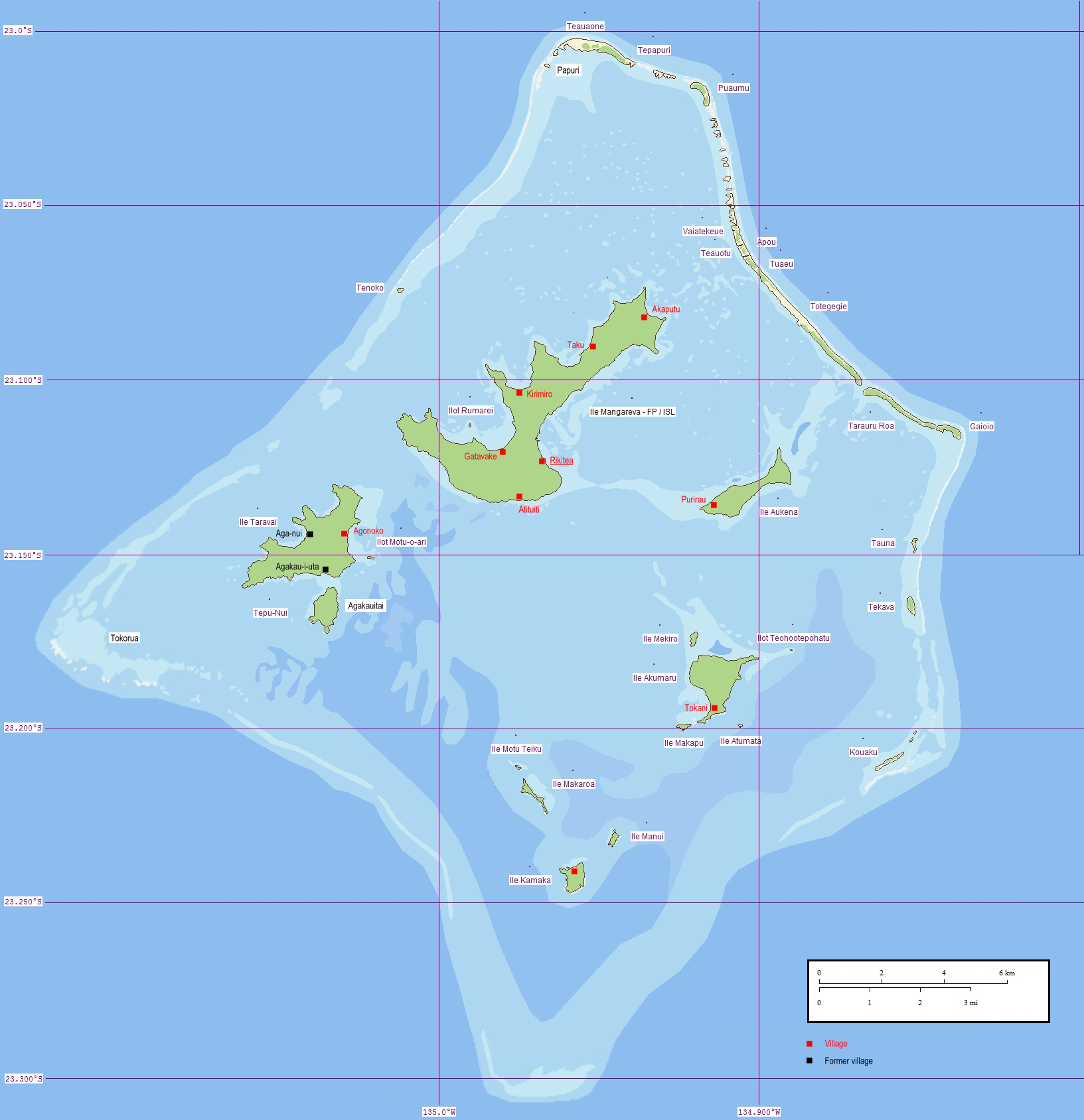
Carte du principal atoll de Gambier.

Les six principales îles au centre de l'atoll de Gambier sont :
- Mangareva
- Taravai
- Akamaru
- Aukena
- Agakauitai (inhabité)
- Kamaka

Les autres îlots et les motus bordant l'atoll de Gambier incluent :
- Apou (motu)
- Atumata (îlot)
- Gaioio (motu)
- Kouaku (motu)
- Makaroa (îlot)
- Makapu (îlot)
- Manui (îlot)
- Mekiro (îlot)
- Motu-o-ari (îlot)
- Motu Teiku (îlot)
- Papuri (motu)
- Puaumu (motu)
- Rumarei (îlot)
- Tarauru roa (motu)
- Tauna (motu)
- Teauaone (motu)
- Teauotu (motu)
- Tekava (motu)
- Tenoko (motu)
- Teohootepohatu (îlot)
- Tepapuri (motu)
- Tokorua (recif parfois émergeant)
- Totegegie (motu et aérodrome)
- Viatekeue (motu)

Les autres atoll, bancs et récifs de l'archipel incluent :
- Atoll de Temoe (au sud-est de l'atoll de Gambier)
- Récif ou banc Portland
- Récif de la Minerve (Ebrill[2])
- Récif Bertero[3]

### Montagnes
Les principaux sommets des Gambier sont le mont Duff, le mont Mokoto et le mont Mukotaka.

### Climat et végétation
Les îles Gambier jouissent d'un climat maritime typique, de nature tropicale mais relativement frais. Les pluies sont relativement constantes dans l'année. Les températures sont similaires aux îles Australes, il y a la saison chaude de novembre à avril et la saison fraîche de mai à octobre. Les températures minimales et maximales enregistrées aux Gambier (station météorologique de Rikitea) sont 13,2 °C (le 27 août 1992) et 31,2 °C (le 23 janvier 1989).
Pour ce qui est de la végétation aux îles Gambier, on retrouve des cocotiers, palmiers, pandanus, pins, aito, miro, tiare, arbre à pain,  orangers, bananiers, caféiers, pamplemoussiers et  litchis.
L'intérieur de l'île renferme des marécages. On y trouve quelques crapauds à lunettes.

## Histoire

Drapeau des îles Gambier.

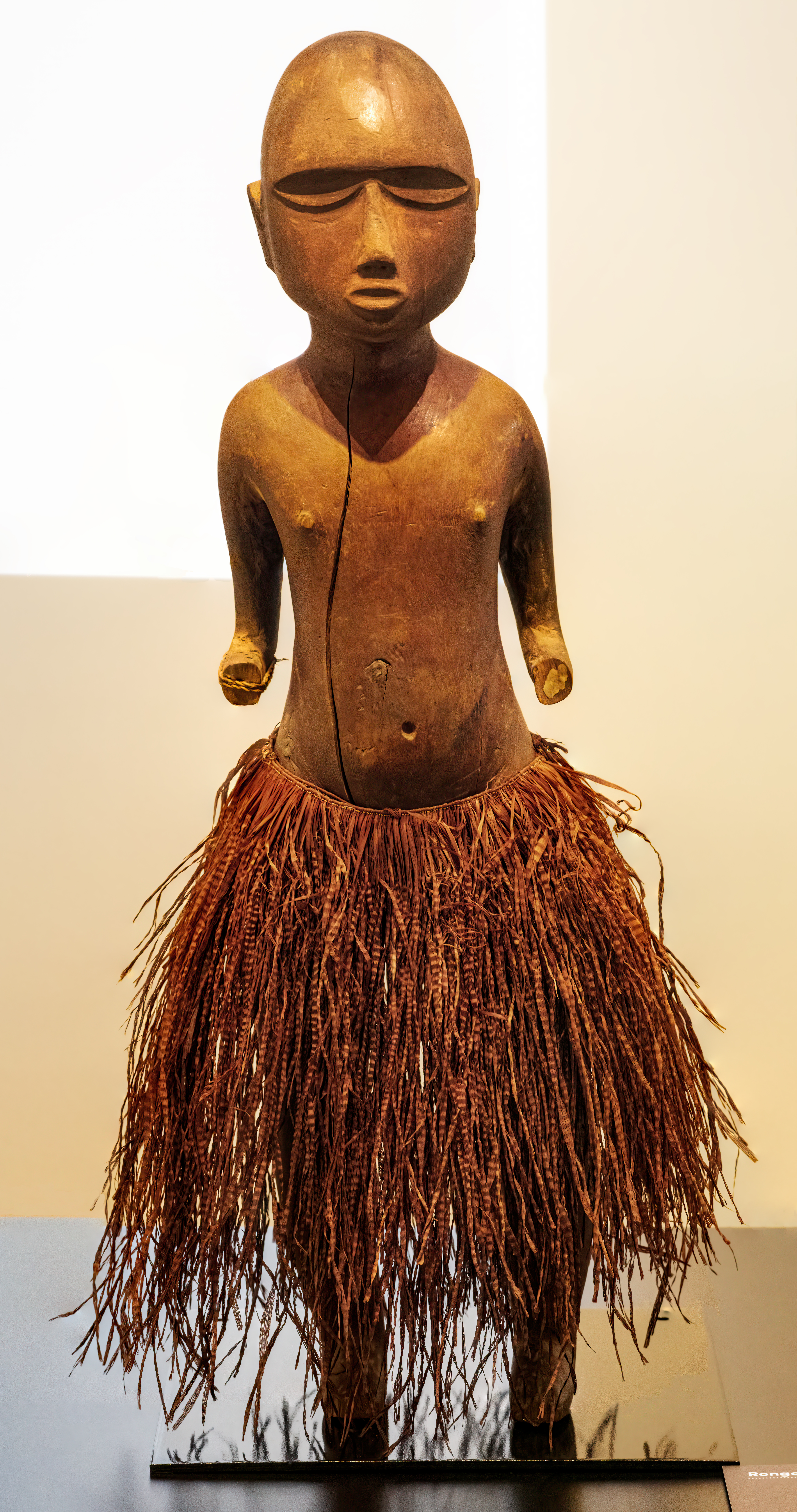
Rongo - XIXe siècle - musée de Cahors.

Les îles Gambier furent peuplées à partir du XIIe siècle de l’ère chrétienne. Ce n'est que beaucoup plus tard, le 24 mai 1797, qu'elles furent découvertes par des Européens, avec le passage dans leurs eaux du navigateur britannique James Wilson. Naviguant avec son équipage et quelques missionnaires de la London Missionary Society se rendant à Tahiti, il baptise l'archipel du nom de l'amiral britannique John James Gambier soutenant les activités de la mission. De plus, il nomma le point culminant des îles (sur l'île de Mangaréva), du nom de son navire le Duff.
Il faudra attendre jusqu'en 1826 pour que le premier Européen, Frederick William Beechey, aborde sur une île. L'officier britannique y découvrit les Mangaréviens qui appartenaient à l'ethnie polynésienne, ils étaient environ 5 000, étaient végétariens[réf. nécessaire] et parlaient un dialecte, le mangarévien. À cette époque, le roi des Gambier, Maputeoa, résidait à Rikitea. La population était répartie sur les quatre îles principales. Quelque temps plus tard, les récits de Beechey attirèrent de nombreux navires de commerce – dont ceux des marchands Thomas Ebrill et Allain Jacques Guillou qui y font à partir de 1832 le commerce régulier des perles –, ce qui fit de Rikitea une importante escale de réapprovisionnement et un centre de commerce avec les indigènes pour sa nacre de bonne qualité, abondante dans les vastes lagons.
En 1834, fut fondée la première mission catholique de Polynésie, par la Congrégation des Sacrés-Cœurs (Picpus). Honoré Laval, le supérieur de la mission et le père François Caret y multiplièrent les constructions d'édifices à vocation religieuse (une imposante cathédrale de 48 mètres de long sur 18 de large (la cathédrale Saint-Michel de Rikitea), neuf chapelles, tours de guet, prison, etc.) sur toutes les îles environnantes. L'explorateur Jules Dumont d'Urville accoste sur l'île en 1838, à bord de L'Astrolabe, et loue la mission évangélique.
En 1844, les îles sont placées sous protectorat français, ce qui ne fut cependant jamais ratifié par le gouvernement français. Le roi Maputeoa meurt en 1857, Honoré Laval, devenu chef de la mission, étant considéré comme le représentant officiel du gouvernement français. Entré en conflit avec les autorités françaises, souhaitant instaurer une « théocratie missionnaire », Laval est finalement contraint de quitter l'île le 4 avril 1871, deux mois après les élections législatives françaises.
Ayant été une entité semi-indépendante depuis 1844, c'est finalement en 1881 que les Gambier sont officiellement annexées à la France.
La population va décliner très rapidement, puisqu'en 1887 il n'y a plus que 463 personnes. Les commerçants convoitent la nacre locale.
De 1966 à 1996, les essais nucléaires conduits par l'armée française sur l'atoll de Moruroa entraînent une présence militaire importante sur l'archipel, et bon nombre d'habitants travaillent parfois sur le site d'essais. Les retombées radioactives et leurs conséquences sur la santé publique font l'objet d'une vive polémique.
L'émigration était forte et la population du village stagnait : elle s'élevait à 580 habitants en 1956 et 560 en 1983. Depuis, elle a fortement augmenté (1 097 en 2002) : le dernier recensement d'août 2007 fait état de 1 337 habitants, et retrouve progressivement ses repères culturels et identitaires, occultés par l'acculturation depuis plus d'un siècle.
Gaston Flosse, connu autant par ses passages à la présidence de la Polynésie Française que par les affaires judiciaires auxquelles il a été mêlé pendant sa carrière, est originaire de Rikitea.

## Démographie
En 2017, la population totale des îles Gambier est de 1 592 habitants permanents ; son évolution est la suivante :
| 1983                                                    | 1988 | 1996  | 2002  | 2007  | 2012  | 2017  | 2022  |
| ------------------------------------------------------- | ---- | ----- | ----- | ----- | ----- | ----- | ----- |
| 582                                                     | 620  | 1 087 | 1 085 | 1 338 | 1 421 | 1 592 | 1 570 |
| Sources ISPF et Gouvernement de la Polynésie française. |      |       |       |       |       |       |       |

## Économie
Les gens pratiquent de nos jours la perliculture dans les nombreuses fermes perlières occupant les lagons des Gambier, dont les eaux relativement fraîches autorisent la production de perles de qualité. On compte 129 exploitations dont quatorze entreprises. Au cours des dernières années, bien que très éloigné des foyers majeurs de peuplement de la Polynésie française, l'archipel a vu sa population augmenter grâce à l'activité perlière et à l'exploitation de la nacre.
Concernant le tourisme, l'archipel des Gambier est l'un des moins visités de Polynésie française. L'éloignement de Tahiti et le prix du billet d'avion pour s'y rendre en sont en grande partie responsables, pourtant les Gambier possèdent un potentiel dû à leur climat, leur environnement et leur passé historique unique. Quelques voiliers font escale dans la baie de Rikitea et les touristes désirant se rendre aux îles Pitcairn passent par Mangareva qui leur sert de base de départ.
Aux îles Gambier, la production locale est limitée à quelques secteurs de production, comme l'agriculture vivrière et la pêche, et la majorité des biens de consommation sont acheminés par un service de fret assuré par deux goélettes, effectuant une rotation toutes les trois semaines.